# McMahons Point, New South Wales
McMahons Point este o suburbie în Sydney, Australia.